# Buff Island
Buff Island ist eine kleine Insel am südwestlichen Ende des Palmer-Archipel vor der Westküste der Antarktischen Halbinsel. Sie liegt 5 km südwestlich der Joubin-Inseln und 17 km südwestlich des Kap Monaco der Anvers-Insel.
Die Insel wurde erstmals bei der British Grahamland Expedition (1934–1937) unter der Leitung des australischen Polarforschers John Rymill kartiert und benannt. Der Benennungshintergrund ist nicht überliefert. In Argentinien wird die hier beschriebene Insel gemeinsam mit den Walsham Rocks als Inselgruppe unter dem Namen Islotes Buff zusammengefasst.